# Brysora lineola
Brysora lineola är en insektsart som beskrevs av Medler 2000. Brysora lineola ingår i släktet Brysora och familjen Flatidae. Inga underarter finns listade i Catalogue of Life.